# Jason Tesson
Pour les articles homonymes, voir Tesson.
Jason Tesson, né le 9 janvier 1998 à Angers, est un coureur cycliste français. Il est membre de l'équipe TotalEnergies.

## Biographie

### Carrière amateur
Jason Tesson commence le cyclisme au GPC Angevin. Il court ensuite au CVC Chemillé, avant de rejoindre le Vélo Sport Valletais à 15 ans. Il a pour idole Damien Gaudin. Chez les juniors, il se fait remarquer par ses qualités de sprinteur.
En 2018, il rejoint le club Sojasun espoir-ACNC, où il court durant trois saisons. Bon sprinteur, il s'illustre chez les amateurs en obtenant plusieurs victoires et diverses places d'honneur. Il est également sélectionné en équipe de France espoirs,. Il brille par ailleurs sur le circuit UCI en terminant notamment deuxième du Grand Prix de Pérenchies en 2019. 
En 2020, il devient champion de France amateurs et finit sixième du championnat d'Europe espoirs. Pour la deuxième partie de saison, il est stagiaire en compagnie de son coéquipier Maël Guégan chez Rally Cycling, équipe managée par Stéphane Heulot. Avec la structure américaine, il prend part au Tour de Savoie Mont-Blanc (abandon lors de la deuxième étape) et au Grand Prix d'Isbergues (78e).

### Carrière professionnelle

#### Saison 2021
Le 29 septembre 2020, l'équipe continentale Saint Michel-Auber 93 annonce son arrivée pour la saison 2021. Il y retrouve Tony Hurel, côtoyé lors de la saison 2018 chez Sojasun. Il commence sa carrière professionnelle sur l’Étoile de Bessèges où il chute dans le final de la première étape. Le lendemain, la chute d'Edvald Boasson Hagen à une centaine de mètres de l'arrivée l'empêche de nouveau de défendre sa chance lors d'une arrivée en sprint massif, dont il prend la 20e place. Le 28 mars, sur ses routes d'entraînement, il se classe 15e de Cholet-Pays de la Loire. Les mois suivants sont plus compliqués. En avril, il ne compte qu'un jour de course à son actif sur la Roue tourangelle (60e) avant de contracter la Covid-19 fin mai. Au cours les mois de mai et juin, il ne prend le départ que de cinq courses, sans résultats majeurs. 
Il réalise son premier top 10 de la saison sur le Grand Prix de la ville de Pérenchies (6e) le 25 juillet avant de récidiver quatre jours plus tard, 5e de la première étape du Tour de l'Ain. Le 25 août, sur le Tour Poitou-Charentes en Nouvelle-Aquitaine, il remporte son premier succès chez les professionnels, vainqueur de la deuxième étape au sprint devant Elia Viviani. Il connaît alors une belle dynamique, 2e du Grand Prix de la Somme le 29 août et de nouveau victorieux le 3 septembre sur la première étape d'À travers les Hauts-de-France. Deuxième et troisième des étapes suivantes, il en remporte le classement général. Il enchaîne alors les places d'honneur, 8e du GP de Fourmies, 13e du GP d'Isbergues, 6e de Paris-Chauny, 3e de la Route Adélie de Vitré et 8e de Paris-Bourges.

#### Saison 2022
Son début de saison 2022 est perturbé par des problèmes de santé, le sprinteur angevin présentant des taux de fer et d'hématocrite très bas. Devant observer une période de repos et réaliser une cure de fer après le Tour de la Provence où il s'est retrouvé en difficulté, il reprend la compétition sur le Grand Prix de Lillers où il monte sur la troisième marche du podium. Deux semaines plus tard, il termine 4e de Cholet-Pays de Loire. Malgré plusieurs arrivées destinées aux sprinteurs, il ne parvient à décrocher de résultats de résultats marquants sur le Circuit de la Sarthe, seulement 8e de la deuxième étape. Il retrouve les hauts de classement en mai sur les Quatre Jours de Dunkerque, vainqueur et deux fois deuxième d'étape, y enlevant le classement par points. Il connaît un week-end breton plus compliqué, abandonnant lors du Grand Prix du Morbihan et du Tro Bro Leon, mais finit le mois avec un succès, levant les bras sur la première étape des Boucles de la Mayenne. Il brille sur la Ronde de l'Oise en juin, 10e de la première étape, il termine 2e le lendemain avant de remporter les deux dernières étapes. S'il ne remporte pas le classement général (3e), il enlève le classement par points.
Le 3 août 2022, la ProTeam TotalEnergies annonce son arrivée pour les saisons 2023 et 2024.

#### Saison 2024
Son début de saison est plutôt compliqué, même s'il décroche quelques places d'honneurs et se classe notamment septième de la Clasica de Almeria. En mars, il finit 6e de Cholet Agglo Tour puis obtient une belle quatrième place sur la Classic Bruges-La Panne, seulement battu par Jasper Philipsen, Tim Merlier et Danny van Poppel. À la fin du mois, il remporte la Roue Tourangelle au sprint. Néanmoins, de cette victoire jusque septembre, Jason Tesson est invisible : son meilleur résultat au cours de cette période est constitué d’une 7e place glanée sur la première étape du Tour de l'Ain. En fin de saison, il finit 5e de Paris-Chauny, puis gagne la 4e étape du Tour du lac Taihu en Chine.

## Palmarès
| - 2016 - 2e étape du Tour de Loué-Brulon-Noyen - 2e du Trophée Louison-Bobet - 3e du Grand Prix de Louisfert - 2017 - Circuit du Bocage vendéen - Grand Prix du Carnaval de Cholet - 2018 - 5e étape du Circuit des plages vendéennes - 2e de la Flèche de Locminé - 2e du Grand Prix de Pornichet - 2019 - Flèche de Locminé - Boucles Guégonnaises - 2e du Grand Prix de la ville de Pérenchies - 2020 - Champion de France sur route amateurs - 1re étape du Circuit des plages vendéennes - Nantes-Segré - 2e de Paris-Chalette-Vierzon - 6e du championnat d'Europe sur route espoirs - 2021 - 2e étape du Tour Poitou-Charentes en Nouvelle-Aquitaine - À travers les Hauts-de-France : - Classement général - 1re étape - 2e du Grand Prix de la Somme - 3e du Prix de la Saint-Laurent - 3e de la Route Adélie de Vitré | - 2022 - 2e étape des Quatre Jours de Dunkerque - 1re étape des Boucles de la Mayenne - 3e et 4e étapes de la Ronde de l'Oise - 3e de la Ronde de l'Oise - 3e du Grand Prix de Lillers-Souvenir Bruno Comini - 3e de Paris-Chauny - 2023 - 2e et 3e étapes de la Tropicale Amissa Bongo - 2e étape de la Route d'Occitanie - 2e de Paris-Chauny - 2024 - Roue Tourangelle - 4e étape du Tour du lac Taihu - 4e de la Classic Bruges-La Panne |  |

## Classements mondiaux
| Année                                 | 2019  | 2020 | 2021 | 2022 | 2023 | 2024 |
| ------------------------------------- | ----- | ---- | ---- | ---- | ---- | ---- |
| Classement mondial                    | 1501e | 589e | 143e | 210e | 270e | 199e |
| UCI Europe Tour                       | 1003e | 479e | 122e | 171e | nc   | nc   |
|                                       |       |      |      |      |      |      |
| Légende : nc = non classéSource : UCI |       |      |      |      |      |      |

## Distinctions
- Vélo d'or espoirs : 2020